# Dimos Komotini
Dimos Komotini (Komotini) är en kommun i Grekland.   Den ligger i prefekturen Nomós Rodópis och regionen Östra Makedonien och Thrakien, i den nordöstra delen av landet, 400 km norr om huvudstaden Aten. Antalet invånare är 51 501.